# Arthur Theate
Arthur Nicolas Theate (Liège, 2000. május 25. –) belga válogatott labdarúgó, a Stade Rennais játékosa.

## Pályafutása

### Klubcsapatokban
Az Alliance Melen-Micheroux, a KAS Eupen, a KRC Genk és a Standard Liège korosztályos csapataiban nevelkedett. 2020 nyarán egyhetes próbajátékon vett részt a KV Oostende csapatánál, majd meggyőzte a klubot és szerződtették. Júliusban három évre írt alá. Augusztus 10-én a K Beerschot VA ellen mutatkozott be a 2–1-re elvesztett bajnoki mérkőzésen. Október 4-én az első gólját is megszerezte a Royal Excel Mouscron ellen. 2021 januárjában ajánlatot tett érte Bologna, de klubja ezt visszautasította. Augusztus 26-án kölcsönbe került a Bolognához vásárlási opcióval. Szeptember 18-án góllal mutatkozott be a bajnokságban az Internazionale ellen. Október 3-án az SS Lazio ellen gólt és gólpasszt jegyzett. 31 bajnoki találkozón kétszer volt eredményes.
2022. július 29-én a francia Stade Rennais négy évre szerződtette. 19 millióért szerződtették, amivel ő lett a legdrágább belga védő akiért fizette, megelőzve Thomas Vermaelent. Augusztus 7-én a Lorient ellen 1–0-ra elvesztett találkozón debütált. Augusztus 21-én az Ajaccio ellen az első gólját is megszerezte. Szeptember 8-án góllal debütált az Európa-ligában a Lárnakasz ellen.

### A válogatottban
2021 októberében hívta be a válogatottba először Roberto Martínez szövetségi kapitány a 2020–2021-es UEFA Nemzetek Ligája elődöntőjébe. November 16-án mutatkozott be a Wales elleni 2022-es labdarúgó-világbajnokság-selejtező mérkőzésen. 2022. november 10-én bekerült a 2022-es labdarúgó-világbajnokságra utazó keretbe.